# Dance It Out
Dance It Out（ダンス・イット・アウト、略称DIO）は、Billy Blanks Jr.（ビリー・ブランクス・ジュニア）が開発した、老若男女を対象としたダンスフィットネスプログラムである。Blanks Jr.は、ビリー・ブランクスの息子として知られ、自身もフィットネス指導者として活動している。  

## 概要
Dance It Outは、ダンスの動きを取り入れたエクササイズプログラムで、音楽に合わせて全身を動かすことで、楽しみながらシェイプアップやストレス解消ができるとしている。プログラムは、米国のテレビ番組でも紹介され人気を博した。日本では、ダンサー・振付師の森田由紀がDance It Out Japanのオーナーを務め、普及に努めている。   

## 指導者
Dance It Outの創始者であるBilly Blanks Jr.は、1976年生まれ。父はビリー・ブランクスで、ビリーズブートキャンプや エアロビクスの「Tae Bo」を考案したことで知られる。Blanks Jr.は、俳優としても活動している。映画『アルマゲドン』などに出演した。日本でのDance It Outの普及は、森田由紀が中心となって行っている。森田は、名古屋市出身のダンサー・振付師で、2019年にBlanks Jr.から日本でのオーナーに任命された。 